# Николаос Спиропулос
Николаос Спиропулос (на гръцки: Νικόλαος Σπυρόπουλος) е гръцки лекар и революционер, участник в гръцкото четническо движение в Македония от 1896 година.

## Биография
Николаос Спиропулос е роден в 1874 година в пелопонеското градче Месини, Гърция. Заминава да учи медицина в Атина и докато е студент става деец на гръцкото четническо движение в Македония. Влиза в четата на Гулас Грутас, която след смъртта му е оглавена от Панайотис Карвелас.
По-късно завършва образованието си в Атина и Париж и практикува медицина в Атина и Каламата.
Публикува спомените си от гръцкото четническо движение в Македония във вестник „Акрополис“.
Улица в Каламата е кръстена на Николаос Спиропулос.